# کامران قلی‌اف
کامران قلی‌اف (ترکی آذربایجانی: Kamran Quliyev؛ زادهٔ ۱۱ مارس ۲۰۰۰) بازیکن فوتبال است.
وی همچنین در تیم‌های ملی فوتبال زیر ۱۹ سال جمهوری آذربایجان و زیر ۲۱ سال جمهوری آذربایجان بازی کرده‌است.